# Mara Abbott
Mara Katherine Abbott (* 14. November 1985 in Boulder, Colorado) ist eine ehemalige US-amerikanische Radrennfahrerin. Sie nahm 2016 für die Vereinigten Staaten an den Olympischen Sommerspielen teil.

## Sportliche Laufbahn
2007 und 2010 wurde Mara Abbott US-amerikanische Meisterin auf der Straße, 2007 gewann sie die Tour of the Gila. 2010 und 2013 entschied sie die Gesamtwertung des Giro d’Italia Femminile für sich. Fünf Mal gewann Abbott das schwere Bergrennen Bob Cook Memorial Mount Evans Hill Climb (Stand 2017).
Nach der Saison 2011 legte Abbott eine längere Wettkampfpause ein, da sie unter einer Essstörung litt. Sie habe Probleme gehabt, mit dem Druck fertig zu werden und sich zudem als Amerikanerin in einem italienischen Team fremd gefühlt. Sie wurde so dünn, dass sie es ablehnte, für ihr damaliges Team Diadora-Pasta Zara fotografiert zu werden.
2016 startete Abbott im Straßenrennen der Olympischen Spiele in Rio de Janeiro und lag auf den letzten 10 Kilometern des Rennens allein in Führung vor einer dreiköpfigen Verfolgergruppe. Erst auf den letzten 200 Metern wurde sie überholt und belegte Rang vier. Ende der Saison 2016 beendete sie ihre Radsportlaufbahn. Zuvor hatte sie in einem Interview berichtet, dass sie trotz ihrer Erfolge so wenig verdiene, dass sie im Winter auf einer Farm arbeiten müsse.

## Erfolge
2007
- US-amerikanische Meisterin – Straßenrennen
- Gesamtsieg und eine Etappe Tour of the Gila
- eine Etappe Redlands Bicycle Classic

2008
- eine Etappe und Mannschaftszeitfahren Giro della Toscana Femminile
- eine Etappe Tour de Feminin – Krásná Lípa
- eine Etappe Redlands Bicycle Classic

2009
- eine Etappe Giro d’Italia Femminile

2010
- Gesamtsieg und zwei Etappen Giro d’Italia Femminile
- eine Etappe Tour de l’Aude Cycliste Féminin
- US-amerikanische Meisterin – Straßenrennen

2013
- Gesamtsieg und zwei Etappen Giro d’Italia Femminile

2014
- Gesamtsieg und eine Etappe Vuelta Ciclista Femenina a el Salvador

2015
- Gesamtwertung und zwei Etappen Tour of the Gila
- eine Etappe Giro d’Italia Femminile

2016
- eine Etappe Giro d’Italia Femminile

## Teams
- 2008–2009 Team-Columbia-Frauenteam
- 2011 Diadora-Pasta Zara
- 2013 Exergy Twenty16
- 2014 UnitedHealthcare Professional Cycling Team
- 2015 Wiggle Honda
- 2016 Wiggle High5